# Курепто
Курепто (исп. Curepto) — посёлок в Чили. Административный центр одноимённой коммуны. Население — 3 157 человек (2002). Посёлок и коммуна входит в состав провинции Талька и области Мауле.
Территория — 1073,8 км². Численность населения — 9 448 жителя (2017). Плотность населения — 8,8 чел./км².

## Расположение
Посёлок расположен в 50 км на северо-запад от административного центра области города Талька.
Коммуна граничит:
- на севере — c коммуной Ликантен
- на северо-востоке — c коммуной Уаланье
- на востоке — с коммуной Саграда-Фамилия
- на юго-востоке — c коммуной Пенкауэ
- на юго-западе — c коммуной Конститусьон

На западе коммуны расположен Тихий океан.

## Демография
Согласно сведениям, собранным в ходе переписи 2017 г  Национальным институтом статистики (INE),  население коммуны составляет:
| Полное население                          | Полное население                          | Полное население                          | Полное население                          | Полное население                          | 9 448 |
| ----------------------------------------- | ----------------------------------------- | ----------------------------------------- | ----------------------------------------- | ----------------------------------------- | ----- |
| в том числе:                              | Городское население                       | 3 389                                     | Процент городского населения, %           | 35,87                                     |       |
|                                           | Сельское население                        | 6 059                                     | Процент сельского населения, %            | 64,13                                     |       |
|                                           | Мужское население                         | 4 852                                     | Процент мужского населения, %             | 51,35                                     |       |
|                                           | Женское население                         | 4 596                                     | Процент женского населения, %             | 48,65                                     |       |
| Плотность населения, чел/км²              | Плотность населения, чел/км²              | Плотность населения, чел/км²              | Плотность населения, чел/км²              | Плотность населения, чел/км²              | 8,8   |
| Население коммуны в % к населению области | Население коммуны в % к населению области | Население коммуны в % к населению области | Население коммуны в % к населению области | Население коммуны в % к населению области | 0,90  |

## Известные уроженцы и жители
- Гладис Марин — чилийский политик, генеральный секретарь КПЧ